# North Providence
North Providence ist eine Stadt in Providence County im Bundesstaat Rhode Island in den Vereinigten Staaten. Das U.S. Census Bureau hat bei der Volkszählung 2020 eine Einwohnerzahl von 34.114 ermittelt.

## Geschichte
Die ersten Weißen siedelten sich 1636 an. 1765 begründeten die selbstverwaltete Gemeinde North Providence, die damals auch Gebiete umfasste, die heute zu Providence und Pawtucket gehören. Doch erst 1974 wurde erstmals ein Mayor gewählt.
1921–1971 wurde ein Areal der Gemeinde durch Industriemüll ökologisch verseucht. Trotzdem wurde das Areal mit Häusern für Rentner bebaut und erst 2000 abgesperrt.

## Bekannte Personen aus North Providence
- Ernie DiGregorio
- Danielle Lacourse, Miss Rhode Island USA 2007
- Zellio Toppazzini